# Lee Strasberg
Lee Strasberg (rodným jménem Israel Strassberg; 17. listopadu 1901 Budzanów – 17. února 1982 New York) byl americký divadelní režisér, herec a učitel herectví. Spolu s divadelními režiséry Haroldem Clurmanem a Cherylem Crawfordem založil v roce 1931 Group Theatre, který byl označován za „první skutečný americký divadelní kolektiv“. V roce 1951 se stal ředitelem neziskového Actors Studia, považovaného za „nejprestižnější hereckou školu v zemi“, a v roce 1966 se podílel na vzniku Actors Studia West.
Jako učitel je Strasberg považován za otce metodického herectví v Americe. Mezi jeho žáky patřili herci Anne Bancroftová, Dustin Hoffman, Montgomery Clift, James Dean, Marilyn Monroe, Jane Fondová, Julie Harrisová, Paul Newman, Ellen Burstynová, Al Pacino, Robert De Niro, Geraldine Page a Eli Wallach, a režiséři Frank Perry, Elia Kazan a Michael Cimino.
V roce 1970 se Strasberg přestal angažovat v Actors Studiu a se svou třetí ženou Annou otevřel Lee Strasberg Theatre and Film Institute s pobočkami v New Yorku a v Hollywoodu, kde vyučoval systém Konstantina Sergejeviče Stanislavského.
Jako herec se Strasberg proslavil především ztvárněním hlavního antagonisty, gangstera Hymana Rotha, ve filmu Kmotr II (1974). Objevil se také ve filmech Ve velkém stylu (1979) a ...a spravedlnost pro všechny (1979).

## Dílo
- STRASBERG, Lee. Vysněná vášeň. Výklad metody herecké práce. Praha: Akademie múzických umění v Praze, 2022. 192 s. ISBN 978-80-7331-582-5.